# Mali Barjak
Mali Barjak je nenaseljeni otočić u hrvatskom dijelu Jadranskog mora. Veliki Barjak nalazi se oko 0,4 km zapadno od otoka Visa, rta Barjaka i otočića Velog Barjaka.
Njegova površina iznosi 0,006232 km². Najviša točka je na 4 mnv.
Kod Malog Barjaka potonuo je američki trgovački brod Teti, čija je olupina zaštićeno kulturno dobro.

## Znamenitosti
- Ostaci brodoloma trgovačkog broda Teti, zaštićeno kulturno dobro